# Running Death
Running Death ist eine deutsche Speed- und Thrash-Metal-Band aus dem bayerischen Kaufbeuren, die 2004 gegründet wurde.

## Geschichte
Die Band wurde im Jahr 2004 von dem Gitarristen und Sänger Simon Bihlmayer gegründet. Ergänzt wurde die Besetzung durch den Schlagzeuger Jakob Weikmann und den Bassisten Max Bauer. Bis 2008 war die Gruppe nur sporadisch aktiv, ehe sie 2009 ernsthafter betrieben wurde. Während dieser Zeit wurde nur ein Demo mit vier Liedern aufgenommen, jedoch nie veröffentlicht. 2010 erschien mit Raging Nightmare eine erste EP, der sich 2012 eine weitere unter dem Namen The Call of Extinction anschloss. 2015 folgte schließlich über Punishment 18 Records das Debütalbum Overdrive. Im selben Jahr trat die Gruppe zusammen mit Amorphis in Memmingen auf.

## Stil
Im Interview mit Nikos Nakos von metalinvader.net gab Jakob Weikmann Megadeth, Annihilator, Rage und Testament als Einflüsse für die Band an. Für ihn persönlich sei Pantera, vor allem das Schlagzeugspiel von Vinnie Paul, ein großer Einfluss. Für das Schreiben der Lieder komme Bihlmayer für gewöhnlich mit einer Idee oder einem Riff, was man dann mit den anderen Mitgliedern, unter anderem auch durch Jammen, ausarbeite. Auf dem Album sei die Band ohne Überproduktion, Trigger und Click Tracks ausgekommen. Joxe Schaefer von crossfire-metal.de schrieb in seiner Rezension zum Album, dass hierauf Thrash Metal mit englischen, wenn auch platt klingenden, Texten zu hören ist, wobei sich die Gruppe an der klassischen Spielweise orientiere. Dabei mache die Band von Leads und Soli Gebrauch. Kerbinator von monkeycastle.de stellte in seiner Rezension eine Mischung aus technischem Thrash Metal und Speed Metal fest. Dabei bediene man sich sowohl bei der deutschen Thrash-Metal-Szene (Sodom) als auch bei der US-amerikanischen (Megadeth, Overkill). Durch die „teils abgehackten Gitarrenläufe“ erhalte die Musik außerdem einen progressiven Charakter.

## Diskografie
- 2010: Raging Nightmare (EP, Eigenveröffentlichung)
- 2012: The Call of Extinction (EP, Eigenveröffentlichung)
- 2015: Overdrive (Album, Punishment 18 Records)
- 2017: Dressage (Album, Punishment 18 Records)